# Носатые химеры
Носатые химеры, или ринохимеровые (лат. Rhinochimaeridae) — семейство хрящевых рыб из отряда химерообразных. Внешне напоминают других представителей отряда, однако имеют длинное заострённое или веслообразное рыло. Рыло содержит большое количество нервных окончаний, помогающих этим химерам в поиске добычи, такой как небольшая рыба. Представители семейства несут на спине ядовитый шип, используемый для обороны. Встречаются в морях тропического и умеренного пояса на глубинах более 200 метров. Длина в зависимости от вида от 60 до 140 см.

## Классификация
В семействе 9 видов в 3 родах:
- Harriotta Goode & Bean, 1895 — Гарриоты, или харриоты[4]
  - Harriotta avia Finucci, Didier, Ebert, Green et Kemper, 2024[5]
  - Harriotta chaetirhamphus (Tanaka, 1909)
  - Harriotta raleighana Goode & Bean, 1895 — Обыкновенная гарриота, или обыкновенная харриота
- Neoharriotta Bigelow & Schroeder, 1950 — Неогарриоты[4]
  - Neoharriotta carri Bullis & J. S. Carpenter, 1966
  - Neoharriotta pinnata (Schnakenbeck, 1931)
  - Neoharriotta pumila Didier & Stehmann, 1996
- Rhinochimaera Garman, 1901 — Носатые химеры[4]
  - Rhinochimaera africana Compagno, Stehmann & Ebert, 1990
  - Rhinochimaera atlantica Holt & Byrne, 1909 — Атлантическая носатая химера
  - Rhinochimaera pacifica (Mitsukuri, 1895) — Тихоокеанская носатая химера